# Klisa (Velika)
Klisa is een plaats in de gemeente Velika in de Kroatische provincie Požega-Slavonië. De plaats telt 0 inwoners (2001).